# 長岡温泉駅

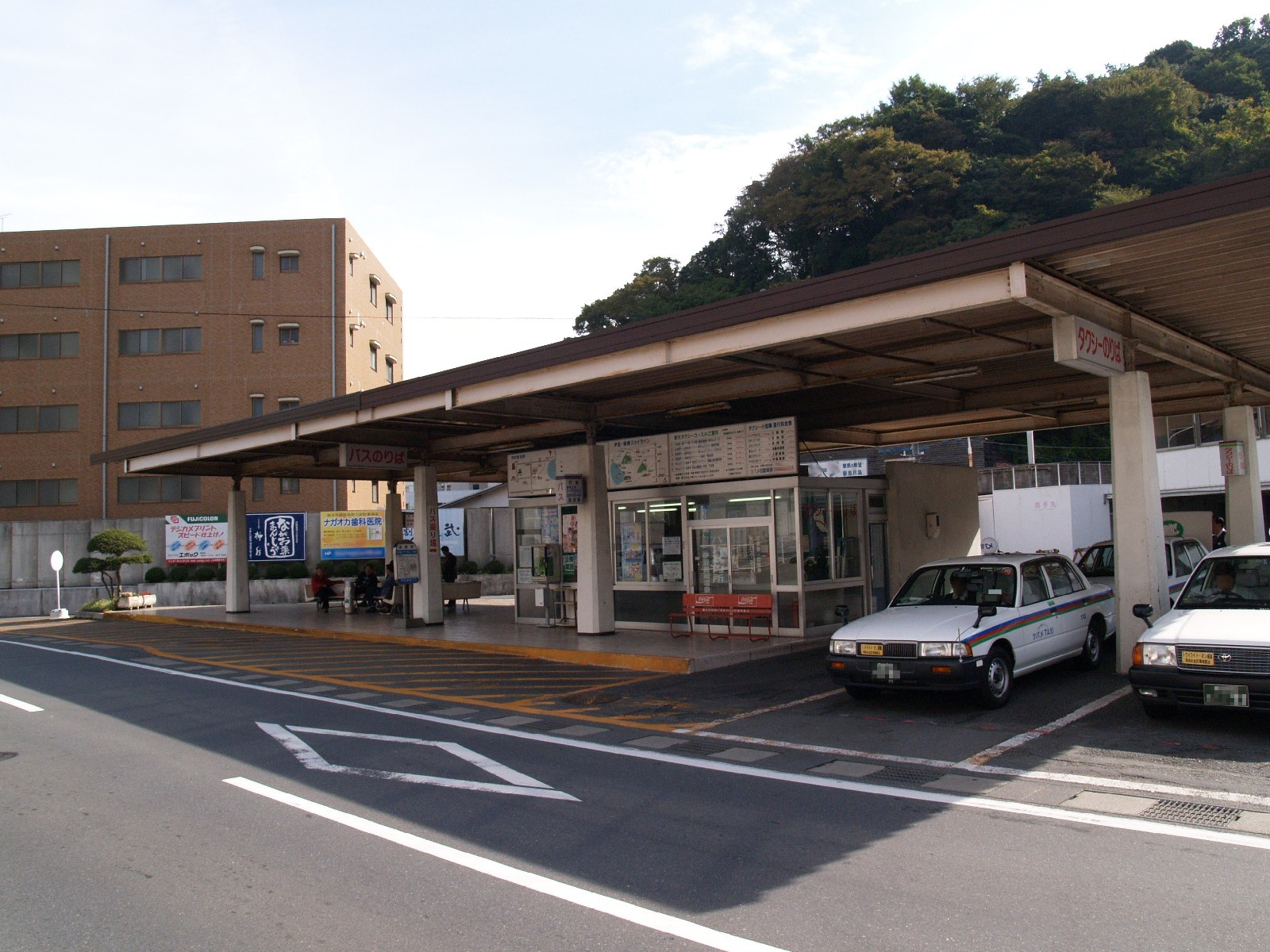
長岡温泉駅

長岡温泉駅（ながおかおんせんえき）は、静岡県伊豆の国市長岡1321番地5（伊豆長岡温泉）にあるバスターミナル（バス停留所）である。主に伊豆箱根バスが発着する。

## 行先一覧[1]
- 三津シーパラダイス
- 沼津駅
- 伊豆長岡駅
- 長岡温泉場循環

## バスターミナル周辺
- 伊豆長岡温泉